# Digitális vasútmodellezés

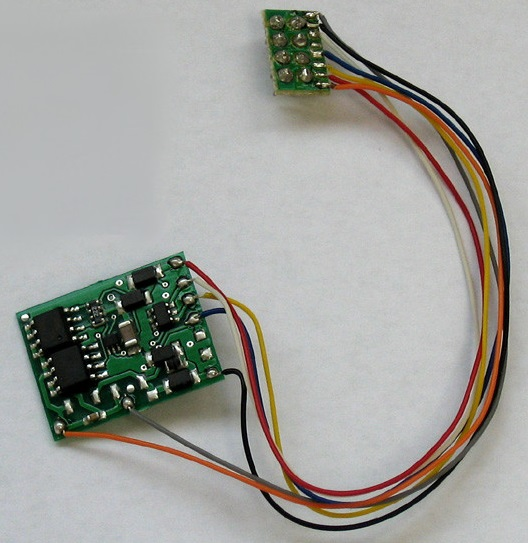
Szabványos nyolctűs csatlakozóval ellátott DCC szabványú dekóder

A digitális vasútmodellezés során a modellvasutakat egy olyan digitális vezérlőrendszerrel látják el, melynek során minden modellmozdonyba és motorkocsiba egy digitális dekódert építenek be, az áramellátáshoz pedig egy trafót, síneket és egy boostert használnak. Az irányítópulton át kiadott parancsokat a booster a buszrendszeren keresztül a dekódereknek továbbítja. Minden jármű és eszköz saját, egyedi dekódercímmel rendelkezik, így a parancsok mindig csak egy járművet vagy eszközt befolyásolnak.

## Részei
A dőlt betűs összetevők nem kötelezőek
- dekóderek
  - mozdonydekóderek
  - helyhez kötött dekóderek: kitérők, jelzők, fordítókorongok vezérléséhez
- transzformátor: normál 16 V-os egység
- booster: a digitális jelet ez erősíti fel, nagyobb pálya esetén vagy több mozdony esetén több kell belőle. Ilyenkor a pályát több független áramkörre kell bontani.
- Irányító: ezzel lehet digitális jeleket küldeni a járműveknek és eszközöknek
- Busz: ez a vezeték továbbítja az elektromos jeleket a járműveknek, ez általában maga a modellsín
- Számítógép: Ha személyi számítógépen keresztül irányítják a járműveket
- Szenzorok: a pályán elhelyezett szenzorok jeleket küldenek a központnak

## Előnyei
- egyszerűbb kábelezés: nincs szükség szakaszolóvágányokra
- valósághűbb automatikus gyorsulás és lassulás
- egyenletes menetsebesség lejtőkön és emelkedőkön
- egyszerű mozdony és vonatvilágítás
- további látványos funkciók használata: ajtónyitás, mozdonyfülke fény, áramszedő mozgatás
- további hangdekóder beépítésével kürt és motorhang is megvalósítható
- lehetséges személyi számítógéppel is irányítani

## Hátrányai
- drágább rendszer
- analóg mozdonyok nem üzemelhetnek a pályán
- nagyobb hely kell hozzá

## Beszerzése
Legegyszerűbben egy Digitális kezdőkészlet segítségével lehet  hozzájutni az alapvető eszközökhöz. Egy ilyen készlet tartalmaz egy modellmozdonyt beépített dekóderrel, kocsikat, trafót, erősítőt, síneket. Ez később tovább bővíthető járművekkel és dekóderekkel.
Az összetevőket nem fontos egy gyártótól beszerezni, ugyanis az eszközök szabványosak. Azonban több szabvány létezik, melyek nem kompatibilisek egymással.

## Rendszerek
- Roco multimaus
- Piko smartcontrol
- Fleischmann multizentrale

## CV értékek
A dekóderben több CV értéket lehet tárolni, melyek kihatnak a jármű menettulajdonságaira:
- CV1: mozdonycím;
- CV2: minimális sebesség;
- CV3: gyorsulás;
- CV4: fékezési idő;
- CV5: maximális sebesség;
- CV8: Ha értéke 8, akkor minden visszaáll a gyári értékre.

## Átviteli szabványok
- Digital Command Control-rendszer
- Motorola-rendszer
- Selectrix-rendszer
- FMZ-rendszer